# ريعان (الطويلة)

تعديل مصدري - تعديل

ريعان هي إحدى قرى عزلة لاعة بمديرية الطويلة التابعة لمحافظة المحويت، بلغ تعداد سكانها 187 نسمة حسب تعداد اليمن لعام 2004.